# Buste du cardinal Escoubleau de Sourdis
Le buste du cardinal Escoubleau de Sourdis est un buste en marbre sur socle d'après nature réalisé par l'artiste italien Gian Lorenzo Bernini, dit Le Bernin. Réalisée en 1622, l'œuvre représente François de Sourdis, cardinal de l'Église catholique romaine opulent qui, au cours de sa vie, fait quatre voyages en Italie : c'est au cours de son dernier qu'il commande son buste au maître italien. Il se trouve actuellement au Musée d'Aquitaine à Bordeaux, et compte parmi les œuvres majeures du XVIIe siècle. Avant d'être exposé pour la première fois en 1826 dans ce musée, le buste était entreposé dans l’église de la Chartreuse, que fait construire de Sourdis au cours de sa carrière. 